# Satchinez
Satchinez (en hongrois : Temeskenéz, en allemand : Knees) est une commune du județ de Timiș en Roumanie.